# Симфонический оркестр Чешского радио
Симфонический оркестр Чешского радио (чеш. Symfonický orchestr Českého rozhlasu) — чешский симфонический оркестр, радиоансамбль, базирующийся в Праге. Был основан 1 октября 1926 года для музыкальных трансляций Чешского радио.

## История
Бурное развитие музыкального радиовещания в 1930-е годы привело к росту оркестра от 14 исполнителей в начале работы оркестра до 45 в 1931 году и 70 в 1936 году. Карел Болеслав Йирак, руководивший музыкальными программами Чешского радио, привлёк к сотрудничеству с оркестром ряд выдающихся музыкантов, в том числе Эрвина Шульгофа. В 1930 г. оркестр гастролировал в Загребе, в 1934 г. в Нью-Йорке, где исполнил «Stabat Mater» Дворжака, в 1938 г. во Франции и Югославии. За пульт оркестра вставали Сергей Прокофьев, Отторино Респиги, Альфредо Казелла.
После трудностей военного и послевоенного времени оркестр вновь стал успешно развиваться с конца 1940-х годов. В 1951 году солисты оркестра образовали Пражский камерный оркестр без дирижёра. Кроме того, в 1952 году был образован Пражский радиооркестр (чеш. Pražský rozhlasový orchestru) во главе с Франтишеком Диком (до 1956 года), а затем Йозефом Грнчиржем. В 1964 г. решением Министерства культуры ЧССР была проведена реформа, в результате которой Пражский камерный оркестр приобрёл самостоятельность, тогда как Пражский радиооркестр был соединён с Симфоническим оркестром Пражского радио в Симфонический оркестр Чехословацкого радио в Праге. На протяжении 1950-60-х гг. с оркестрами Пражского радио работали также Вацлав Талих, Иржи Старек и другие заметные чешские дирижёры; собственными произведениями дирижировали с оркестром Эрнст Кшенек, Артюр Онеггер, Арам Хачатурян.

## Руководители оркестра
- Йожка Харват (1926—1927)
- Отакар Паржик (1928)
- Отакар Еремиаш (1929—1945)
- Карел Анчерл (1947—1950)
- Алоис Клима (1952—1970)
- Ярослав Кромбгольц (1973—1978)
- Франтишек Вайнар (1979—1986)
- Владимир Валек (1986—2011)
- Ондрей Ленард (2011—2017)
- Александр Либрайх (с 2018)